# Biagio Abrate

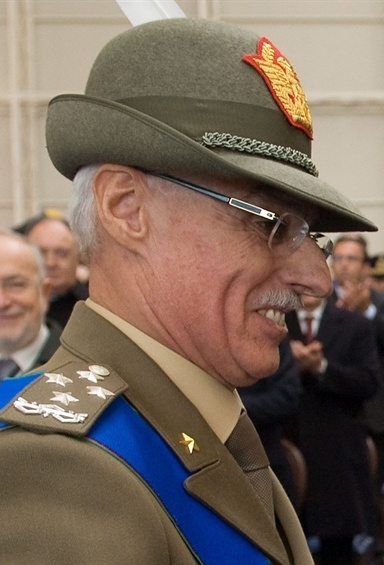
Biagio Abrate

Biagio Abrate (* 8. November 1949 in Sant’Albano Stura, Piemont) ist ein italienischer General im Ruhestand. Von Januar 2011 bis Januar 2013 war er Generalstabschef der italienischen Streitkräfte.

## Militärische Laufbahn
Abrate absolvierte von 1969 bis 1974 die Militärakademien in Modena und Turin und wurde als Offizier anschließend Zugführer im Alpini-Bataillon Bolzano in Brixen, Südtirol. 1975 wurde er zum Alpini-Bataillon Trento in Welsberg-Taisten im Pustertal versetzt. Dort war er als Oberleutnant und Hauptmann Chef einer Mörser- und einer Gebirgsjäger-Kompanie. Ab 1979 diente er als Ausbilder an der Gebirgstruppenschule in Aosta. Von 1983 bis 1984 und von 1986 bis 1987 absolvierte Abrate die Generalstabsausbildung des Heeres in Civitavecchia. Bis 1990 war er als Major und Oberstleutnant im Bereich Personalwesen im Heeresgeneralstab in Rom tätig. Abrate kommandierte von 1990 bis 1992 das Alpini-Bataillon Bassano in Innichen, anschließend war er bis 1994 Chef des Stabes der Gebirgstruppenschule in Aosta.
1994 wurde Abrate als Oberst Leiter des Militärdistrikts Florenz. Von 1995 bis 1996 absolvierte er einen Lehrgang an der Führungsakademie der Streitkräfte in Rom, danach leitete er bis 1998 ein Referat im Büro des Verteidigungsministers. 1998 wurde Abrate stellvertretender Kommandeur der Alpini-Brigade Taurinense in Turin, 1999 als Brigadegeneral dann Kommandeur der Brigade. Mit dem Stab der Taurinense führte er von Juli bis November 2000 die Multinational Brigade West der KFOR in Peć, Kosovo. Von November 2000 bis Juli 2001 war er Chef des Stabes im Gebirgstruppenkommando in Bozen.
Im Juli 2001 wurde Abrate stellvertretender Kabinettschef des Verteidigungsministers, im Februar 2006 dann Kabinettschef. In diesen beiden Funktionen diente er bis 2010 unter Ministern, die sowohl Mitte-rechts- als auch Mitte-links-Koalitionen angehörten. Abrate wurde Anfang 2003 zum Generalmajor und im Januar 2007 zum Generalleutnant befördert. Am 10. Februar 2010 wurde Abrate Generalsekretär und Amtschef des Verteidigungsministeriums und damit auch „Nationaler Rüstungsdirektor“. Ende November 2010 designierte ihn der italienische Ministerrat zum neuen Generalstabschef der Streitkräfte. Abrate übernahm dieses Amt am 18. Januar 2011 von General Vincenzo Camporini. Am 31. Januar 2013 gab er es an Admiral Luigi Binelli Mantelli ab und trat in den Ruhestand.
General Abrate hat neben seiner militärischen Ausbildung einen Master in Politikwissenschaften (Universität Triest). Er ist Skilehrer und Bergführer. Abrate ist verheiratet und hat zwei Söhne.